# Colyeda Pool
Der Colyeda Pool ist ein See im Westen des australischen Bundesstaates Western Australia. 
Der See liegt im Verlauf des Murchison River westlich der Siedlung Moorarie.